# Prádena del Rincón
Pour les articles homonymes, voir Rincón.
Prádena del Rincón est une commune de la communauté de Madrid, en Espagne.